# 은토로코구
은토로코구(Ntoroko)는 우간다의 구로 행정 중심지는 은토로코이며 면적은 1,253.8km2, 인구는 84,100명(2012년 기준)이다. 행정 구역상으로는 서부 주에 속한다. 서쪽과 북쪽으로는 콩고 민주 공화국, 북동쪽으로는 호이마 구, 동쪽으로는 키발레 구, 남쪽으로는 카바롤레 구, 남서쪽으로는 분디부교 구와 접한다.

## 같이 보기
- 우간다의 행정 구역